# Kurt Koppel
Kurt Koppel (* 18. April 1915 in Wien; † nach 1945), auch bekannt unter dem Pseudonym Konrad Hans Klaser und den Decknamen Hans Glaser, Harry, Ossi oder Peter, war ein österreichischer Funktionär des Jugendverbandes der Kommunistischen Partei Österreichs (KPÖ) und gleichzeitig V-Mann der Staatspolizei des austrofaschistischen Österreichs bzw. Agent der Geheimen Staatspolizei (Gestapo) des nationalsozialistischen Deutschlands.
An erster Stelle war Koppel als Agent Provocateur für die Aufdeckung des kommunistischen österreichischen Widerstandes gegen den Nationalsozialismus und die Verhaftung österreichischer Kommunisten verantwortlich. Dazu gehörten vor allem Mitglieder der Widerstandsgruppe um Erwin Puschmann (zu der auch Margarete Schütte-Lihotzky gehörte), die Kommunistische Jugend Österreichs (KJV) und die „Tschechische Sektion der KPÖ“. Viele der Opfer wurden verhaftet, liquidiert oder verbüßten Haftstrafen im Konzentrationslager. Nach Recherchen des österreichischen Historikers und Publizisten Hans Schafranek, waren allein Koppel und seine Geliebte Margarete Kahane (genannt Grete, Deckname „Sonja“; * 1917) für etwa 800 Opfer der Gestapo verantwortlich.
Während des Zweiten Weltkriegs war Koppel lokaler Leiter der Gestapo im faschistischen Unabhängigen Staat Kroatien (NDH) und verhalf zu Kriegsende Ustascha-Funktionären zur Flucht. Koppel gelang es nach 1945 unterzutauchen.
Koppel galt als „Volljude“ im Sinne der nationalsozialistischen Rassegesetze. Margarete Kahane war jüdischen Glaubens.

## Leben
Der ledige Handelsangestellte Koppel trat Ende der 1920er-Jahre der Kommunistischen Jugend Österreichs (KJV) bei. Als Mitglied dieses Jugendverbandes der KPÖ des 10. Wiener Gemeindebezirks nahm er 1935 an einer internationalen Tagung der Kommunistischen Jugendverbände in den Niederlanden teil. Nach seiner Rückkehr in den austrofaschistischen österreichischen Ständestaat, wurde er im April 1936 von der Staatspolizei wegen illegaler kommunistischer Betätigung verhaftet.
Von dem Beamten der österreichischen Staatspolizei Lambert Leutgeb, der ihn inhaftiert und vernommen hatte, wurde Koppel schließlich als Spitzel („Vertrauensmann“) der Staatspolizei angeworben. Koppel wurde dabei gegen den kommunistischen Jugendverband eingesetzt. Im Jahr 1936 oder 1937 reiste Koppel im Auftrag der KPÖ über Frankreich nach Spanien, „um dort an den Kämpfen gegen Franco teilzunehmen“ (im XI. IB/4. Baon). Für Leutgeb sollte Koppel dabei die Namen der österreichischen Interbrigadisten in Erfahrung zu bringen.
Nach dem „Anschluss“ Österreichs im Jahre 1938 wurden fast alle Beamten der österreichischen Staatspolizei von der Gestapo-Leitstelle Wien übernommen. Auch Leutgeb mit seinen Spitzeln wie Kurt Koppel, damals bereits unter dem Decknamen „Ossi“ bekannt. Leutgeb, nunmehr Leiter des Nachrichtenreferats der Gestapo, beschrieb Koppel als „ca 172 cm gross, schlank, dunkles, dichtes, gewelltes Haar, trägt starke Brillen, hat ein Augenleiden. Er hat ein jüdisches Aussehen. Er ist jüdischer Mischling ersten Grades.“
Koppel und seine Geliebte Margarete Kahane wurden im Jahr 1938 vorübergehend auf der Lohnliste einer Wochenzeitschrift in Wien als Journalisten geführt. Nach der Aussage Leutgebs soll Margarete Kahane seit der Rückkehr Koppels aus Spanien nach Wien, seine Geliebte und Mutter eines gemeinsamen Kindes gewesen sein. „Koppel hatte die Kahane, die ihm geschlechtlich hoerig war, skrupel[l]os fuer seine Zwecke ausgenuetzt.“ Weil Kahane „Warnungen an verschiedene illegale Stellen der Kommunistischen Partei durchsickern liess“ wurde sie 1942 festgenommen. Aufgrund von Koppels Zusicherungen und da sie „von Koppel das Kind erwartete“, wurde sie wieder freigelassen.
Koppel beantragte als Staatenloser im Jahr 1939 beim Deutschen Generalkonsulat in Paris einen Reisepass und legte dazu „einen Bericht über Wahrnehmungen vor“.
Ab 1940 wurde Koppel von Leutgeb unter den Namen Ossi, Kurz, Harry und Klaser als Agent provocateur für die Gestapo in den „Alpengauen“ eingesetzt. Im Herbst 1940 wurde er vom Reichssicherheitshauptamt (RSHA) zu einem Einsatz nach Pressburg abkommandiert. In der damals illegalen kommunistischen Organisation war ab 1941/42 bekannt, dass Koppel und Kahane als Spitzel der Gestapo tätig waren. Daher wurde Koppel Mitte 1941 in die deutsche Botschaft nach Zagreb versetzt und kontrollierte für die Gestapo die Verbindungen und Aktivitäten des Widerstandes zur Sowjetunion, Türkei, Kroatien und Österreich. Daneben war Koppel Mitarbeiter der im Europa Verlag in Zagreb erscheinenden Zeitung „Neue Ordnung“ und gab darüber zwei eigenständige Schriften heraus. Margarete Kahane „arbeitete“ in Sarajevo oder Belgrad.
Im Jahr 1944 war Koppel für das RSHA, Abteilung VI E in Wien als V-Mann tätig. Leutgeb sagte über Koppels Verbleib: „Nach der Raeumung Wiens ging er mit dem RSHA VI E von Wien weg […] Wie ich gelegentlich bei Staatspolizei in Wien erfahren habe, ist dort die Meldung eingelangt, dass er sich nach Spanien gewandt hatte.“ Im Frühjahr 1945 soll sich Koppel in einem Lager mit Funktionären der kroatischen Ustascha-Organisation am Attersee aufgehalten haben. Noch am 18. April 1945 konnte er Kahane und sein zweijähriges Kind in Alt-Aussee besuchen. Danach tauchte er bei seiner Tante Käthe Kohn im ungarischen Budapest unter und floh dann über die Tschechoslowakei, Deutschland und Belgien nach Großbritannien. Später soll er sich in Palästina und Ägypten aufgehalten haben. Das 1949 in Österreich gegen Koppel eröffnete Verfahren wurde 1957 eingestellt.
Margarete Kahane wurde im Frühjahr 1945 von der österreichischen Staatspolizei (Gruppe Kriegsverbrecher) festgenommen. Sie soll Selbstmord im provisorischen Gefängnis Herrengasse 13 verübt haben. Nach anderen Angaben soll sie an Jugoslawien ausgeliefert und hingerichtet worden sein.

## Schriften
- Konrad H. Klaser: Spione, Bomben und Verschwörer in der serbischen Politik. Europa Verlag, Zagreb 1941 (Übersetzungen ins Ungarische 1942 und Spanische 1943).
- Konrad H. Klaser: Mörder am Frieden : Agonie der Balkananarchie. Europa Verlag, Zagreb 1942.